# Ostra Góra (Pieniny)
Ostra Góra (792 m) – szczyt w południowych stokach Pienin Spiskich, we wsi Łapsze Niżne w województwie małopolskim, w powiecie nowotarskim, w gminie Łapsze Niżne.
Ostra Góra znajduje się na południowo-wschodnim grzbiecie szczytu Szumne (na wschód od Żaru), który poprzez Dziurawe, Ostrą Górę i Szubieniczną Górę opada do doliny Łapszanki. Z jej wschodniego stoku wypływa Złoty Potok, zachodni stok opada do drugiego, bezimiennego dopływu Łapszanki. Jest porośnięta lasem, ale jej północny stok to duża polany Wapienne i Miśkowa Szkółka. Z polan tych, a zwłaszcza z górnej części polany Wapienne, tuż poniżej szlaku turystycznego wiodącego grzbietem Pienin Spiskich, rozciąga się, jak pisał Józef Nyka wspaniały widok na pd. zamknięty grzebieniem Tatr.